# Distretto di Inowrocław
Il distretto di Inowrocław (in polacco powiat inowrocławski) è un distretto polacco appartenente al voivodato della Cuiavia-Pomerania.

## Geografia antropica

### Suddivisioni amministrative
Il distretto comprende 9 comuni.
- Comuni urbani: Inowrocław
- Comuni urbano-rurali: Gniewkowo, Janikowo, Kruszwica, Pakość
- Comuni rurali: Dąbrowa Biskupia, Inowrocław, Rojewo, Złotniki Kujawskie